# جواو فيكتور سيفيرينو
جواو فيكتور سيفيرينو (13 فبراير 1984 في البرازيل - ) هو لاعب كرة قدم برازيلي في مركز الدفاع. لعب مع نادي ساو كايتانو ونادي فورتاليزا ونادي كروزيرو ونادي كريسيوما ونادي سي آر بي ونادي بايساندو ‏ وUberlândia Esporte Clube ‏ وماريليا أتلتيكو ‏ وجمعية أرابيراكا الرياضية ونادي بوتافوغو اس بي ونادي ريمو وEsporte Clube Democrata ‏ وAssociação Atlética Iguaçu ‏ وAssociação Desportiva Cabofriense ‏ وIpatinga Futebol Clube ‏.

## وصلات خارجية
- جواو فيكتور سيفيرينو على موقع قاعدة بيانات كرة القدم.إي يو (الإنجليزية)